# Apkabinti prisiminimus
Apkabinti prisiminimus è il primo album in studio della cantante lituana Jessica Shy, pubblicato il 25 gennaio 2022 dalla OpenPlay.
È stato candidato ai premi M.A.M.A. nella categoria di album dell'anno.

## Promozione
L'LP è stato anticipato da un unico estratto, Šokam lėtai, pubblicato nel gennaio 2022 e classificatosi in vetta alla Singlų Top 100. Seppur non sia stato estratto come singolo, Tyliai pakuždėk, in collaborazione con Nombeko Augustė, è stato supportato dal relativo video musicale ed è divenuto un tormentone estivo in Lituania, nonché la terza numero uno dell'artista nella suddetta hit parade. Nell'aprile 2024 Šokam lėtai è stato riconosciuto platino dalla AGATA per le 40 000 unità di vendita. A qualche mese di distanza Tyliai pakuždėk è diventato il primo brano a ricevere la certificazione di diamante assieme a Rugpjūtis.
Per la promozione del progetto Jessica Shy ha tenuto una serie di concerti in diverse città a livello nazionale, tra cui la Žalgirio Arena di Kaunas e la Palangos koncertų salė di Palanga.

## Tracce
Musiche di Linas Strockis, eccetto dove indicato.
1. Šokam lėtai – 2:36 (testo: Džesika Šyvokaitė, Rokas Jančiauskas)
2. Ilgėtis Mėnulio (feat. Nombeko Augustė) – 2:21 (testo: Džesika Šyvokaitė, Nombeko Augustė)
3. Rast atsakymą – 2:44 (testo: Džesika Šyvokaitė – musica: Džiugas Juzėnas, Linas Strockis)
4. Drugiai (feat. Silvester Belt) – 2:27 (testo: Džesika Šyvokaitė, Silvestras Beltė – musica: Vincentas Žemaitis, Linas Strockis)
5. Apkabinti prisiminimus – 2:43 (testo: Džesika Šyvokaitė, Linas Strockis)
6. Ar įsileisi (con Justinas Jarutis) – 3:07 (Džesika Šyvokaitė, Justinas Jarutis)
7. Tyliai pakuždėk (feat. Nombeko Augustė) – 2:52 (testo: Džesika Šyvokaitė, Linas Strockis – musica: Linas Strockis)
8. Laikas negydo – 3:07 (Džiugas Juzėnas)

## Formazione
- Jessica Shy – voce
- Nombeko Augustė – voce aggiuntiva (tracce 2 e 7)
- Silvester Belt – voce aggiuntiva (traccia 4)
- Justinas Jarutis – voce (traccia 6)
- Džiugas Juzėnas – chitarra elettrica (traccia 3, 5 e 8)
- Dovydas Kiauka – pianoforte (traccia 6)
- Benas Muntrimas – batteria (traccia 8)
- Linas Strockis – produzione
- Karolis Labanauskas – produzione, mastering, missaggio

## Classifiche

### Classifiche settimanali
| Classifica (2022) | Posizione massima |
| ----------------- | ----------------- |
| Lituania          | 1                 |

### Classifiche di fine anno
| Classifica (2022) | Posizione |
| ----------------- | --------- |
| Lituania          | 1         |
| Classifica (2023) | Posizione |
| Lituania          | 2         |